# İlkin Dövlətov
İlkin Dövlətov (ur. 16 czerwca 1990 w Baku) – azerski piosenkarz, specjalizujący się w tradycyjnym śpiewie mugam. Reprezentant Azerbejdżanu w 68. Konkursie Piosenki Eurowizji (2024).

## Życiorys
Finalista programu The Voice of Azerbaijan, w którym zajął drugie miejsce. Wystąpił również w programie Azəri Star. W 2023 roku poinformowano że weźmie udział w krajowych preselekcjach do Konkursu Piosenki Eurowizji 2024. 15 marca 2024 ogłoszono, że razem z Fahree będzie reprezentować kraj z piosenką „Özünlə apar”.  7 maja wystąpili w pierwszym półfinale, jednak nie zakwalifikowali się do finału.

## Dyskografia

### Single
| Rok  | Tytuł                    | Album |
| ---- | ------------------------ | ----- |
| 2023 | „Ters”                   | –     |
| 2023 | „Geceler”                | –     |
| 2024 | „Özünlə Apar” (z Fahree) | –     |